# Pedro Luis Pérez de Paz
Pedro Luis Pérez de Paz (Villa de Mazo, La Palma, 1949) es un profesor jubilado y botánico español, especialista en Lamiaceae de Macaronesia, y especialmente en Canarias. Es catedrático de la Universidad de La Laguna.

## Obras
- Pérez de Paz, Pedro Luis (1997). Ecosistemas insulares canarios usos y aprovechamientos en el territorio. Universidad de la La Laguna. ISBN 9788489729032. OCLC 431889465.
- Pérez de Paz, Pedro L. (1990). Parque Nacional de Garajonay : patrimonio mundial. Madrid: Instituto Nacional para la Conservación de la Naturaleza (ICONA). ISBN 8485496515. OCLC 26975261.

### Artículos académicos
- Pérez de Paz, Pedro Luis (1974). «El género "Anagyris L. (Leguminosae)" en las Islas Canarias». Vieraea: Folia Scientarum Biologicarum Canariensium (4): 164-172. ISSN 0210-945X.
- Pérez de Paz, Pedro Luis (1973). «"Micromeria glomerata", una nueva especie del Gén. "Micromeria" Benth. en la isla de Tenerife». Vieraea: Folia Scientarum Biologicarum Canariensium (3): 77-81. ISSN 0210-945X.

- La abreviatura «P.Pérez» se emplea para indicar a Pedro Luis Pérez de Paz como autoridad en la descripción y clasificación científica de los vegetales.[3]